# Semele purpurascens
Semele purpurascens är en musselart som först beskrevs av Gmelin 1791.  Semele purpurascens ingår i släktet Semele och familjen Semelidae. Inga underarter finns listade i Catalogue of Life.